# Il sapore dell'omicidio
Il sapore dell'omicidio (A Taste for Killing) è un film per la televisione statunitense del 1992 diretto da Lou Antonio.

## Trama
Blaine Stoddard e Cary Sloan sono due compagni di classe che, dopo il diploma, decidono di iscriversi alla facoltà di giurisprudenza. Il padre di Blaine crede che i due ragazzi debbano trovarsi un'occupazione per l'estate e così decide di mandarli a lavorare in una compagnia petrolifera nel Golfo del Messico. Nel posto di lavoro Blaine e Cary dovranno affrontare la dura realtà del lavoro e con i colleghi che dimostrano immediatamente astio nei loro confronti, tranne Bo Landry, che li prende in simpatia. Blaine mostra per lui una vera e propria ammirazione ma quando Bo uccide un collega, Blaine capisce che il suo nuovo amico è pericoloso.